# Кубок африканських чемпіонів 1982
Кубок африканських чемпіонів 1982 — 18-й розіграш турніру, що проходив під егідою КАФ. Матчі проходили з квітня по 12 грудня 1982 року. Турнір проходив за олімпійською системою, команди грали по два матчі. Усього брали участь 36 команд. Чемпіонський титул уперше здобув єгипетський клуб «Аль-Аглі» з Каїра.

## Попередній раунд
| Команда 1             | Заг. | Команда 2      | 1-й матч | 2-й матч |
| --------------------- | ---- | -------------- | -------- | -------- |
| Мхлуме Юнайтед        | 3:2  | Масеру Бразерз | 1:0      | 2:2      |
| Атлетіко (Малабо)     | 1:4  | Спортінг Мура  | 0:1      | 1:3      |
| Поліс (Порт-оф-Спейн) | 1:3  | Аджіджас       | 0:2      | 1:1      |
| Вітал'О               | 3:2  | Район Спортс   | 3:1      | 0:1      |

## Перший раунд
| Команда 1             | Заг.           | Команда 2               | 1-й матч | 2-й матч |
| --------------------- | -------------- | ----------------------- | -------- | -------- |
| Калум Стар            | 3:1            | Реал Ріпаблікенс        | 3:0      | 0:1      |
| Аджіджас              | 2:6            | Стелла д'Аджаме         | 1:3      | 1:3      |
| Етуаль дю Конго       | 1:2            | Реал Бамако             | 1:1      | 0:1      |
| Лаворі Публічі        | 0:1            | Аль-Аглі (Каїр)         | 0:0      | 0:1      |
| Примейру де Агошту    | 1:3            | Енугу Рейнджерс         | 1:1      | 0:3      |
| Семассі               | 3:4            | Асанте Котоко           | 3:2      | 0:2      |
| Дайнамоз              | 4:3            | Ботсвана Діфенс Форс XI | 2:2      | 2:1      |
| Сент-Елуа Лупопо      | 7:2            | Спортінг Мура           | 4:2      | 3:0      |
| Грін Баффалоз         | 2:0            | Вітал'О                 | 0:0      | 2:0      |
| Інвінсібл Елевен      | 2:1            | Тоннер (Яунде)          | 1:0      | 1:1      |
| Коуба                 | 4:2            | Кенітра                 | 1:1      | 3:1      |
| Сомасуд               | 4:2            | Мхлуме Юнайтед          | 4:0      | 0:2      |
| Аль-Гіляль (Омдурман) | 1:1 (пен. 4:1) | Тізі-Узу                | 1:0      | 0:1      |
| Мбіла Нзамбі          | т. п.          | Горе                    | —        | —        |
| Кампала Сіті Коунсіл  | 4:4            | Леопардс (Найробі)      | 3:0      | 1:4      |
| Текстіл ді Пунгуе     | 1:4            | Янг Афріканс            | 1:2      | 0:2      |

Примітки
1. ↑  «Горе» знявся з турніру.

## Другий раунд
| Команда 1             | Заг.           | Команда 2            | 1-й матч | 2-й матч |
| --------------------- | -------------- | -------------------- | -------- | -------- |
| Стелла д'Аджаме       | 1:1 (пен. 3:4) | Коуба                | 1:0      | 0:1      |
| Мбіла Нзамбі          | 1:2            | Реал Бамако          | 1:0      | 0:2      |
| Аль-Аглі (Каїр)       | 6:1            | Янг Афріканс         | 5:0      | 1:1      |
| Енугу Рейнджерс       | 1:0            | Калум Стар           | 0:0      | 1:0      |
| Сент-Елуа Лупопо      | 1:1            | Дайнамоз             | 0:0      | 1:1      |
| Грін Баффалоз         | 6:1            | Сомасуд              | 3:0      | 3:1      |
| Інвінсібл Елевен      | 0:3            | Асанте Котоко        | 0:0      | 0:3      |
| Аль-Гіляль (Омдурман) | 1:5            | Кампала Сіті Коунсіл | 0:2      | 1:3      |

## Фінальний етап

### Чвертьфінал
| Команда 1        | Заг. | Команда 2            | 1-й матч | 2-й матч |
| ---------------- | ---- | -------------------- | -------- | -------- |
| Аль-Аглі (Каїр)  | 3:2  | Грін Баффалоз        | 3:1      | 0:1      |
| Енугу Рейнджерс  | 7:1  | Коуба                | 5:0      | 2:1      |
| Сент-Елуа Лупопо | 4:3  | Реал Бамако          | 2:0      | 2:3      |
| Асанте Котоко    | 7:1  | Кампала Сіті Коунсіл | 6:0      | 1:1      |

### Півфінал
| Команда 1        | Заг. | Команда 2       | 1-й матч | 2-й матч |
| ---------------- | ---- | --------------- | -------- | -------- |
| Енугу Рейнджерс  | 1:4  | Аль-Аглі (Каїр) | 1:0      | 0:4      |
| Сент-Елуа Лупопо | 1:4  | Асанте Котоко   | 1:2      | 0:2      |

## Фінал
| 28 листопада 1982 |

| Аль-Аглі (Каїр) | 3:0 | Асанте Котоко |
| --------------- | --- | ------------- |
|                 |     |               |

| «Міжнародний стадіон», Каїр Глядачів: 90 000 |

| 12 грудня 1982 |

| Асанте Котоко | 1:1 | Аль-Аглі (Каїр) |
| ------------- | --- | --------------- |
|               |     |                 |

| Спортивний стадіон «Кумасі», Кумасі Глядачів: 80 000 |

| Чемпіон Кубка африканських чемпіонів 1982 Аль-Аглі (Каїр) (1-й титул) |